# نبرد غمره
نبرد غمره (انگلیسی: Battle of Ghamra) در خلال جنگ‌های ردا رخ داد، مجموعه‌ای از درگیری‌های نظامی که در شبه جزیره عربستان پس از مرگ محمد در سال ۶۳۲ بعد از میلاد روی داد.
خالد بن ولید، از اصحاب پیامبر، از فرماندهان نظامی برجسته مسلمان در این دوران بود. در نبرد غمره، او ارتش مسلمانان را در برابر نیروهای باقی مانده بزاخا، یک قبیله شورشی که از وفاداری به خلیفه جدید، ابوبکر خودداری کرد، رهبری کرد.
بر اساس گزارش ها، تعداد ارتش خالد از نیروهای بزخا بسیار بیشتر بود. با این حال، او با استفاده از مهارت های تاکتیکی خود، نیروهای دشمن را شکافت و از جهات مختلف به آنها حمله کرد و در نهایت ارتش بوزاخا را شکست داد.
پیروزی در نبرد غمره یکی از موفقیت‌های فراوان خالد در طول جنگ‌های رضا بود و به استحکام دولت اسلامی تازه‌تشکیل شده تحت رهبری ابوبکر کمک کرد.